# Dělová paluba

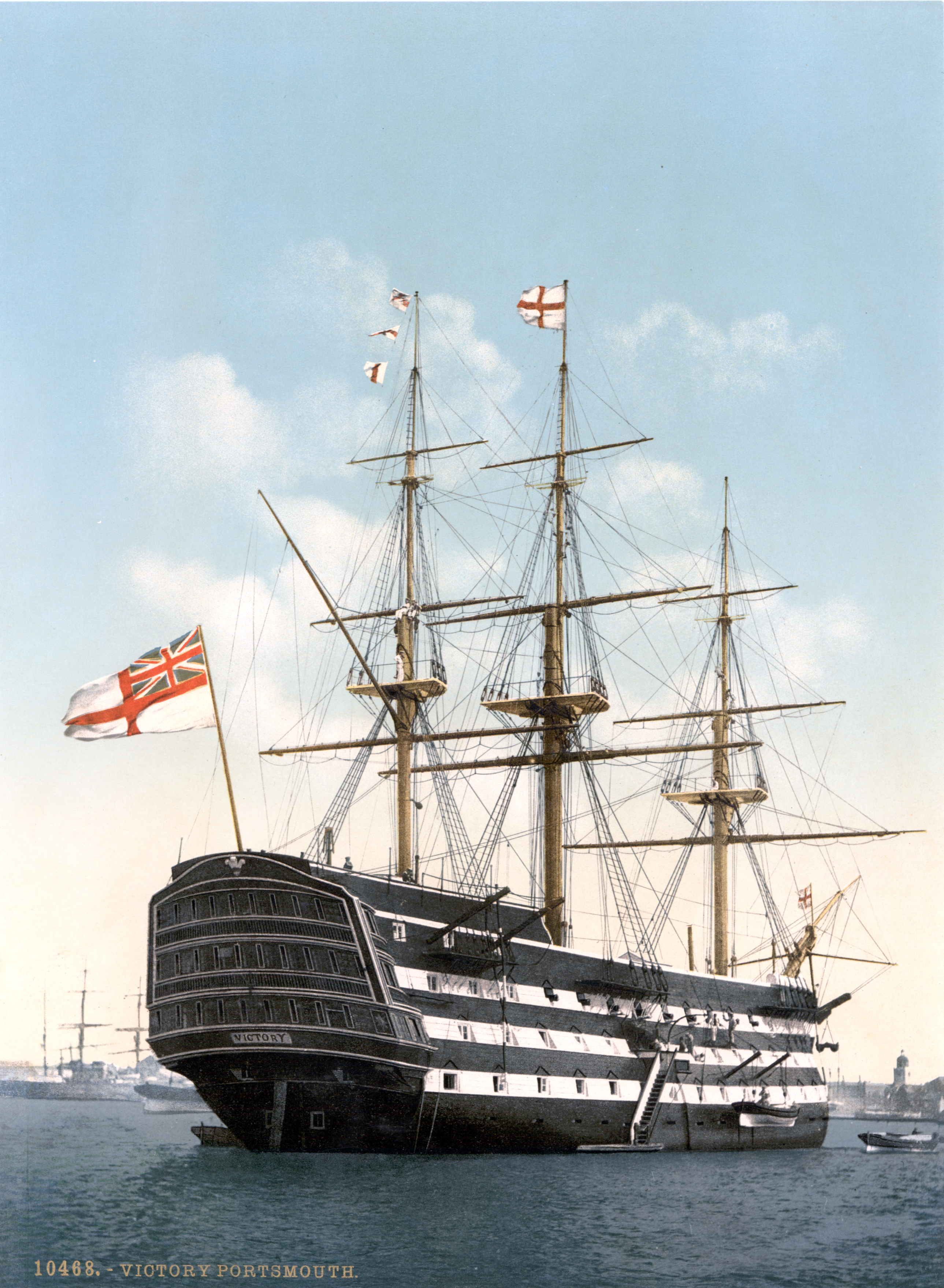
Trojpalubník tj. loď se třemi dělovými palubami (bíle natřené).

Dělová paluba je taková uzavřená paluba na lodi, která prochází celou délkou lodi a jsou na ní umístěna děla. Horní otevřená paluba, také nosící dělovou výzbroj, se nepočítá k dělovým palubám.
Byla to plošina ze silných, podélně kladených prken, zespodu nesoucí příčné palubníky ukotvené do žeber trupu. Žebra byla velmi hustě kladena, že mnohdy byla samotná žebra širší než prostor mezi nimi. Děla byla přisunuta k bokům lodě a pálila skrze vyřezané otvory v trupu – střílny, které v případě potřeby mohly být zakryty poklopy. Paluba byla také vybavena kladkostroji (dělovými táhlicemi), které pomáhaly odtáhnout dělo od boku pro jeho nabití a zase ho vrátit do palebné pozice.
Pokročilejší lodě měly více dělových palub nad sebou, takovým se pak říká dvojpalubník či trojpalubník (např. HMS Victory). V historii existoval i jeden čtyřpalubník, a to španělský Santísima Trinidad. Vznik dvojpalubníku je připisován Nizozemcům, první trojpalubník pak zařadili do výzbroje Angličané. Jednalo se o HMS Sovereign of the Seas z roku 1637.